# Bundaberg

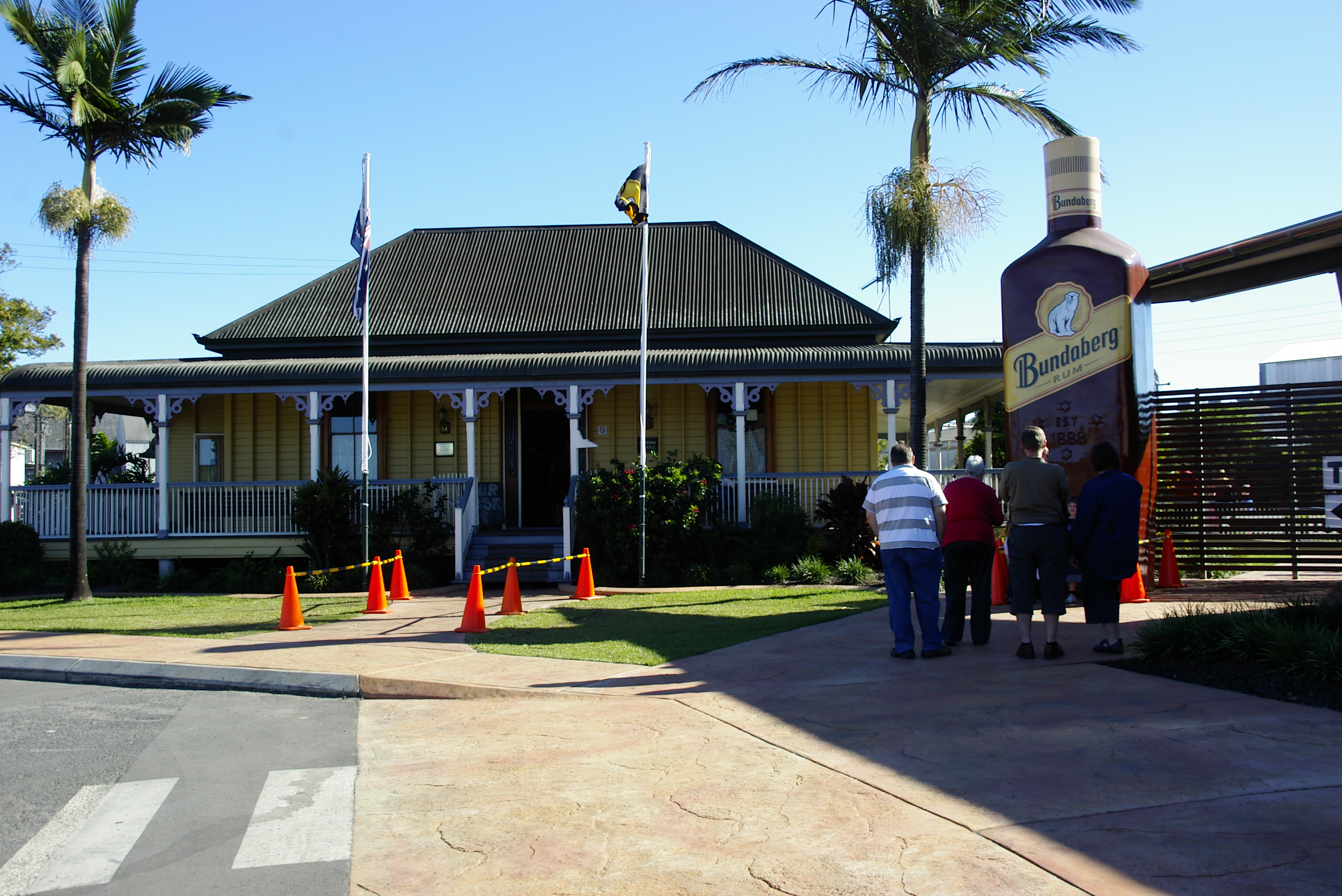
Besuchergebäude, Bundaberg Rum Destillerie

Bundaberg ist eine Stadt im australischen Bundesstaat Queensland nahe der Ostküste etwa 380 km nördlich von Brisbane am Burnett River. Sie ist der Sitz des gleichnamigen lokalen Verwaltungsgebiets (LGA) Bundaberg Regional Council.
Bundaberg wurde 1870 gegründet und hat etwa 52.000 Einwohner. Die Stadt entwickelte sich zu einem Handelszentrum der umliegenden Zuckerrohrplantagen und lebt auch heute noch zu einem großen Teil von der Zuckerindustrie. Bekanntes Produkt ist der Bundaberg Rum.
Große Bedeutung hat auch der Tourismus. Die Stadt wird auch das „Tor zum Great Barrier Reef“ genannt, weil sie idealer Ausgangspunkt für Fahrten zum Südende des Great Barrier Reefs ist.

## Persönlichkeiten

### Hier geboren
- Bert Hinkler (1892–1933), Flugpionier
- James Dunn (1928–2020), Diplomat und Beamter
- John Bylsma (* 1946), Radrennfahrer
- David Carter (* 1956), Tennisspieler
- Stephen Goodall (* 1956), Radrennfahrer
- Anita Spring, verheiratete Palm (* 1965), Beachvolleyballspielerin
- Clint Bolton (* 1975), Fußballspieler
- Scott Davis (* 1979), Radrennfahrer
- Tommy Trash (* 1987), DJ
- Leela Varghese (* 1992), Filmregisseurin und Drehbuchautorin
- Taryn Gollshewsky (* 1993), Diskuswerferin
- Isaac Cooper (* 2004), Schwimmer

## Klimatabelle
|                       | Jan   | Feb   | Mär   | Apr  | Mai  | Jun  | Jul  | Aug  | Sep  | Okt  | Nov  | Dez   |   |       |
| Mittl. Tagesmax. (°C) | 29,8  | 29,6  | 29,0  | 27,1 | 24,5 | 22,5 | 21,8 | 23,1 | 25,2 | 26,6 | 28,1 | 29,1  | ⌀ | 26,3  |
| Mittl. Tagesmin. (°C) | 21,2  | 21,1  | 19,8  | 17,4 | 14,2 | 11,3 | 10,0 | 10,6 | 13,4 | 16,3 | 18,8 | 20,3  | ⌀ | 16,2  |
|                       |       |       |       |      |      |      |      |      |      |      |      |       |   |       |
| Niederschlag (mm)     | 180,7 | 151,4 | 103,2 | 61,1 | 74,8 | 41,0 | 44,5 | 32,9 | 37,5 | 75,3 | 91,8 | 123,8 | Σ | 1018  |
|                       |       |       |       |      |      |      |      |      |      |      |      |       |   |       |
| Regentage (d)         | 12,3  | 12,9  | 11,0  | 8,6  | 8,6  | 6,0  | 6,2  | 5,4  | 5,5  | 8,6  | 9,4  | 9,9   | Σ | 104,4 |

| 21,2 |

| 21,1 |

| 19,8 |

| 17,4 |

| 14,2 |

| 11,3 |

| 10,0 |

| 10,6 |

| 13,4 |

| 16,3 |

| 18,8 |

| 20,3 |

| 21,2 |

| 21,1 |

| 19,8 |

| 17,4 |

| 14,2 |

| 11,3 |

| 10,0 |

| 10,6 |

| 13,4 |

| 16,3 |

| 18,8 |

| 20,3 |

## Verkehr
- Straßen: Bundaberg liegt am nördlichen Ende des Isis Highway (Ban Ban Springs – Bundaberg) und 50 km östlich der Abzweigung des ins Northern Territory führenden Bruce Highway.
- Wasserweg: Bundabergs Hafen liegt 20 km nordöstlich der Innenstadt an der Mündung des Burnett River.
- Bahn: Der Bahnhof Bundaberg wird von Queensland Rail bedient. Es halten auch die schnell fahrenden Tilt Trains (mit dem Pendolino vergleichbar). Die Fahrzeit nach Brisbane beträgt 4½ Stunden.
  - Südlich von Bundaberg befindet sich eine ungewöhnliche Kreuzung zweier Eisenbahnlinien, bei der eine Schmalspurbahn über eine Klappschienenbrücke eine normalspurige Bahnlinie kreuzt.[4]
- Flughafen: Der Flughafen Bundaberg hat Flüge zur Lady-Elliot-Insel und nach Brisbane.
- Nahverkehr: Der Nahverkehr wird von Duffy’s City Buses bedient. Es werden täglich 1000 Pendler und 2000 Schüler befördert.